# Cuno Amiet
Cuno Amiet (Soleura, 28 de marzo de 1868 - 6 de julio de 1961) fue un suizo pintor, ilustrador, artista gráfico y escultor. Además de dar prioridad al color en la composición , fue un pionero del arte moderno en su país.

## Biografía
Nació en Soleura y su padre, Josef Ignaz Amiet (1827-1895), era canciller en el cantón de Soleura.  Allí, realizó sus estudios en el Kantonsschule Solothurn, donde se graduó en el Matura en 1883. Aprendió del pintor Frank Buchser y estudió después, entre 1886 y 1888, en la Academia de Bellas Artes de Múnich, donde entabló amistad con Giovanni Giacometti. De 1888 a 1892, Giacometti y Amiet continuaron su formación en París, donde Amiet estudió en la Académie Julian y tuvo como profesores a Adolphe-William Bouguereau, Tony Robert-Fleury y Gabriel Ferrier.
Decepcionado con el arte académico, ingresó en la Escuela de Pont-Aven en 1892, donde aprendió de Émile Bernard, Paul Sérusier, Roderic O'Conor y Armand Seguin. Allí, prefirió pintar con colores puros a emplear diversas tonalidades de colores. En 1893, ante las dificultades económicas, se vio obligado a regresar a Hellsau (Suiza), donde montó un estudio. Su primera exposición en la Kunsthalle de Basilea en 1894 desató las críticas. En la década de 1890, Amiet continuó su trabajo con Giacometti y solo obtuvo pequeñas ganancias, hasta que en 1898 le encargaron pintar un retrato de Ferdinand Hodler, cuya obra le influiría más adelante. La suerte le sonrió en la primera década del siglo XX, cuando comenzó a participar en numerosas exposiciones y competiciones europeas. En la Exposición Universal de París ganó una medalla de plata por su cuadro Richesse du soir (1899).
Después de casarse con Anna von Hellsau Luder en 1898, Amiet se mudó a Oschwand. Su casa se convirtió en un lugar de encuentro para artistas y escritores como Wilhelm Worringer, Arthur Weese, Samuel Singer, Adolf Frey y Hermann Hesse. Asimismo, en dicha ciudad, dio clases a estudiantes como Hans Morgenthaler, Hanny Bay, Marc Gonthier, Albert Müller, Josef Müller, Walter Sautter, Werner Miller, Werner Peter Neuhaus y Thalmann.
A finales de 1920 y de 1930, Amiet realizó numerosos murales. En 1931, un incendio en el Glaspalast de Múnich quemó 50 de sus obras más significativas. Se convirtió en miembro de la Comisión Federal de Bellas Artes de Suiza (1911-1915 y 1931-1932), miembro de la junta de la Fundación Gottfried Keller (1934-1948) y del Museo de Arte de Berna (1935-1948). La Universidad de Berna le nombró doctor honoris causa en 1919. Murió en Oschwand en 1961.

## Obra
Amiet pintó más de 4000 obras de las cuales más de 1000 son autorretratos.. El gran alcance de su trabajo de 70 años, y la predilección de Amiet por la experimentación, hacen que su obra parezca dispar al principio, aunque una constante es la primacía del color. Sus numerosas pinturas de paisajes representan muchas escenas de invierno, jardines y cosechas de frutas. Ferdinand Hodler siguió siendo un punto de referencia constante, aunque las intenciones artísticas de Amiet divergían cada vez más de las de Hodler, a quien Amiet podía y no quería igualar en su dominio de la escala y la forma monumentales. Fue miembro de la Escuela de Pont-Aven (en francés: École de Pont-Aven).
Si bien Amiet abordó temas del expresionismo, sus obras conservan un sentido de armonía de color basado en la tradición francesa. Continuó persiguiendo intenciones principalmente decorativas a principios del siglo XX, pero su obra tardía de las décadas de 1940 y 1950 se centra en conceptos más abstractos de espacio y luz, caracterizados por puntos de color y un brillo pastel.